# Onthophagus schillhammeri
Onthophagus schillhammeri är en skalbaggsart som beskrevs av Kabakov 2006. Onthophagus schillhammeri ingår i släktet Onthophagus och familjen bladhorningar. Inga underarter finns listade i Catalogue of Life.